# Jón Eiríksson
Jón Eiríksson (eller Jon Erichsen), född 31 augusti 1728, död 29 mars 1787, var en dansk ämbetsman av isländsk härkomst, huvudsakligen verksam i Danmark.
Eiríksson blev professor i juridik i Sorø 1759, deputerad i ränte- och generaltullkammaren 1779 och bibliotekarie vid Det Kongelige Bibliotek 1781. Han utvidgade bibliotekets lokaler och lät katalogisera handskriftssamlingen. Eiríksson var även medlem av kommissionen för Arnamagnaeaska samlingen. Han utgav bland annat Jón Árnasons Historisk Indledning til den gamle og nye islandske Rættergang (1762), en textupplaga av Gunnlaug Ormstungas saga (1778), en handskriftskatalog (1786) med mera.